# Prins Wilhelm af Schaumburg-Lippe (født 1939)
Prins Vilhelm af Schaumburg-Lippe (tysk: Wilhelm Friedrich Harald Christian Ernst August Karl Gustav zu Schaumburg-Lippe) (født 19. august 1939) er en prins af tysk og dansk afstamning.
Han er overhoved for Náchod-linjen af fyrstehuset Schaumburg-Lippe.
Han er i familie med de danske konger, med hertugerne af Glücksborg og med landgreverne af Hessen-Kassel.

## Forældre
Prins Vilhelm er søn af Prins Christian af Schaumburg-Lippe og Prinsesse Feodora af Danmark.
Han er to gange grandfætter til Dronning Margrethe 2., og han tilhører den danske kongeslægt.

## Familie
Prins Vilhelm var fra 1971 til hendes død 30. december 2023 gift med Ilona Hentschel, baronesse von Gelgenheimb.
De har to børn:
- Prins Christian af Schaumburg-Lippe (født 1971)
- Prinsesse Desirée af Schaumburg-Lippe

## Britisk, men ikke dansk arveret
Gennem dronning Louise af Danmark-Norge (1724 – 1751) er prins Vilhelm er en fjern efterkommer af Georg 2. af Storbritannien. Derfor har han (en teoretisk) arveret til den britiske trone.
Selv om han er dobbelt oldesøn af Frederik 8. af Danmark både gennem sin farmor Prinsesse Louise af Danmark og sin mor Prinsesse Feodora, så har han ikke arveret til den danske trone.
På Frederik 8.s tid havde kvinder ikke arveret til tronen. I 1953 blev kvinder, der nedstammer fra Christian 10., optaget i arvefølgen.